# Larry Buendorf
Larry Buendorf, né le 18 novembre 1937 à Wells (Minnesota) et mort le 9 mars 2025 à Colorado Springs, est le chef de la sécurité du comité olympique américain (Chief Security Officer of the United States Olympic Committee). Il est également pilote de l'U.S. Navy et agent des services secrets. Il est connu pour avoir empêché l'assassinat du président Gerald Ford en septembre 1975.